# Loxocrambus
Loxocrambus is een geslacht van vlinders van de familie grasmotten (Crambidae).

## Soorten
- L. awemensis McDunnough, 1929
- L. canellus Forbes, 1920
- L. coloradellus Fernald, 1893
- L. mohaviellus Forbes, 1920